# Muho Noelke
Muho Nölke (ネルケ無方, ur. 1968) – opat Antai-ji w 2002. Nazywany jest "dôchô-san", co po japońsku znaczy "opat".
Urodził się w 1968 roku w Berlinie i wychował w Niemczech Zachodnich. W wieku 16 lat został wprowadzony do zazen przez jednego ze swoich szkolnych nauczycieli i wkrótce zapragnął zostać mnichem Zen. W celu przygotowania się do zamieszkania w Japonii studiował japonistykę na uniwersytecie w Berlinie. Jednocześnie studiował także filozofię i fizykę. W czasie studiów spędził rok na uniwersytecie w Kyôto, gdzie dowiedział się po raz pierwszy o Antaiji. W wieku 22 lat spędził w Antaiji sześć miesięcy jako świecki praktykujący.
Trzy lata później po ukończeniu studiów, Muhô został wyświęcony na mnicha przez opata Miyaura Shinyû Rôshiego. Poza Antaji przez rok praktykował w klasztorze szkoły Rinzai Tôfukuji w Kyôto i przez rok w klasztorze Hosshinji w Obama.
Po otrzymaniu przekazu dharmy (shihô) od swojego nauczyciela Miyaura Rôshiego zdecydował się na życie bezdomnego mnicha w parku w centrum Ôsaki, gdzie prowadził grupę zazen. Miał wtedy 33 lata.
Jednakże po 6 miesiącach, w lutym 2002, dowiedział się o nagłej śmierci swojego nauczyciela i został wezwany do Antaiji. Na wiosnę tego roku zastąpił swojego nauczyciela jako dziewiąty opat.
Muhô jest żonaty od 2002 roku i ma syna oraz córkę. Jest on autorem książki w języku niemieckim "Zazen oder der Weg zum Glück" (Zazen czyli droga do szczęścia) oraz przetłumaczył na niemiecki trzy książki zawierające powiedzenia Roshiego Kodo Sawaki "An dich" (polskie tłumaczenie "Do Ciebie"), "Zen ist die größte Lüge aller Zeiten", "Tag für Tag ein guter Tag".